# Schleitheimska bekännelsen
Schleitheimska bekännelsen var en deklaration över den schweiziska anabaptistiska tron, som enhälligt godkändes på ett möte i Schleitheim i det nordliga Schweiz 1527. Mötet leddes troligen av Michael Sattler.
Bekännelsen bestod av sju artiklar som skrevs under en tid av svår förföljelse:
Dop: Dopet ges till dem som medvetet ångrat sig och tror att Kristus har dött för deras synder. Spädbarn kan därför inte komma ifråga vad gäller dop.
Bannet (Uteslutning): En kristen bör leva disciplinerat och vandra i rättfärdighet. Felsteg skall åtgärdas med varningar, men kontinuerliga brott kan leda till uteslutning (som en sista utväg).
Brödsbrytelse (nattvard): En åminnelse- och gemenskapshögtid som endast de som har blivit döpta kan delta i.
Separation från det onda: Den kristna församlingen skall inte ha någon anknytning till dem som stannar vilse i olydnad och en anda av uppror mot Gud.
Pastorer i församlingen: Pastorer bör vara män med gott anseende. En del av det ansvar de troget måste utföra är undervisa, disciplinera, varna och utesluta, döpa och leda brödsbrytelsen.
Svärdet: Våld får under inga omständigheter användas av de kristna. Icke-våldets väg följer mönstret av Jesus undervisning, som aldrig uppmuntrade stridslystnad vid förföljelse.
Eden: Inga eder får svärjas eftersom Jesus förbjuder bruket.